# Les Brenets
Les Brenets (toponimo francese) è una frazione di 1 014 abitanti del comune svizzero di Le Locle (Canton Neuchâtel).

## Geografia fisica
Les Brenets si trova sul versante settentrionale del massiccio del Giura, lungo il confine tra la Francia e la Svizzera segnato dal fiume Doubs che presso il paese supera la cascata detta Salto del Doubs e forma il lago di Les Brenets.

## Storia

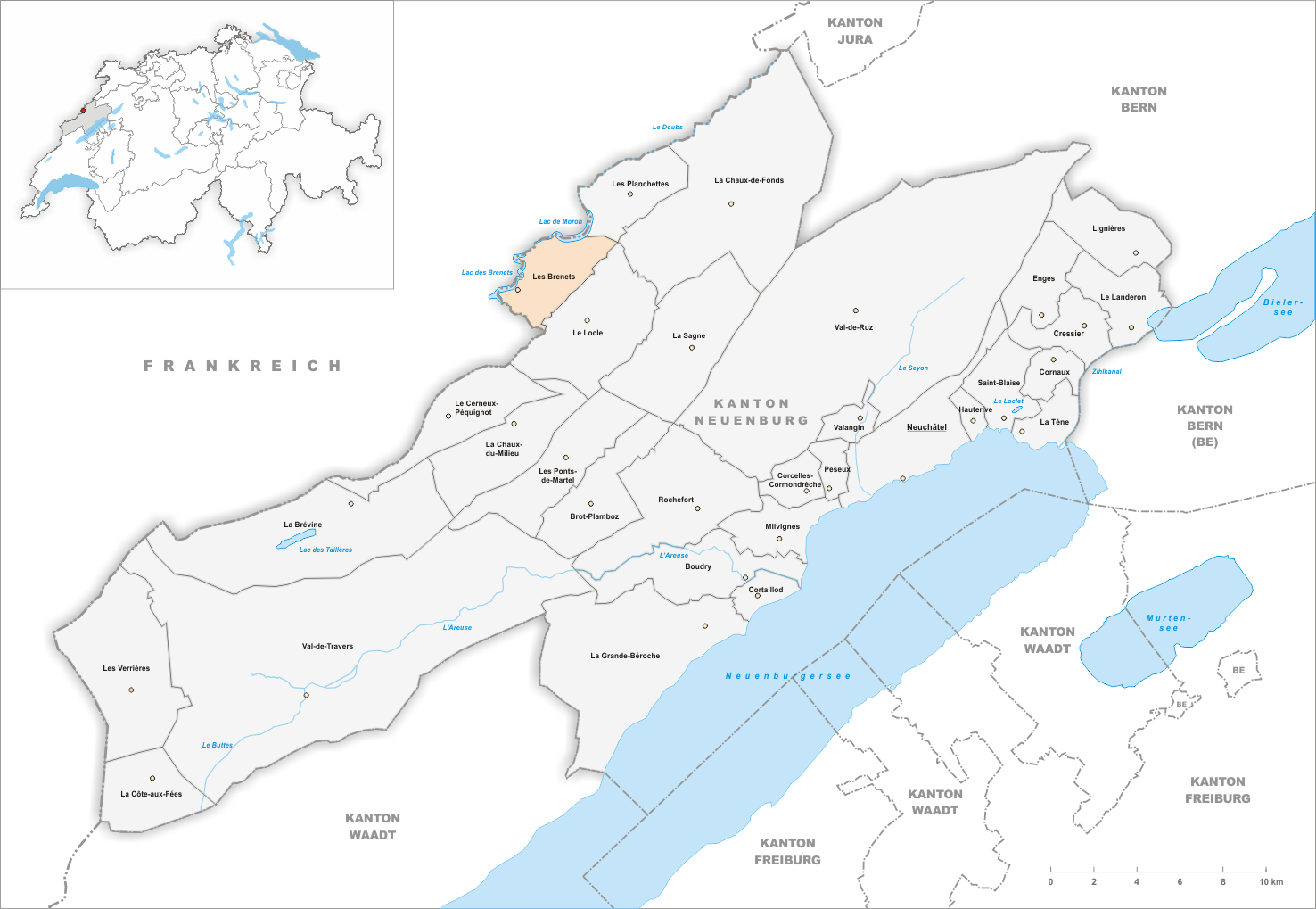
Il territorio del comune di Les Brenets prima degli accorpamenti comunali del 2021

Già comune autonomo istituito nel 1539 e che si estendeva per 11,53 km², il paese fu quasi interamente distrutto da un incendio il 19 settembre 1848 e ricostruito secondo una pianta a scacchiera; nel 2021 si è aggregato al comune di Le Locle.

## Monumenti e luoghi d'interesse
- Chiesa riformata, ricostruita nel 1694[1].

## Società

### Evoluzione demografica
L'evoluzione demografica è riportata nella seguente tabella:
Abitanti censiti

## Economia
L'economia di Les Brenets è fondata sull'orologeria e sulla micromeccanica.

## Infrastrutture e trasporti

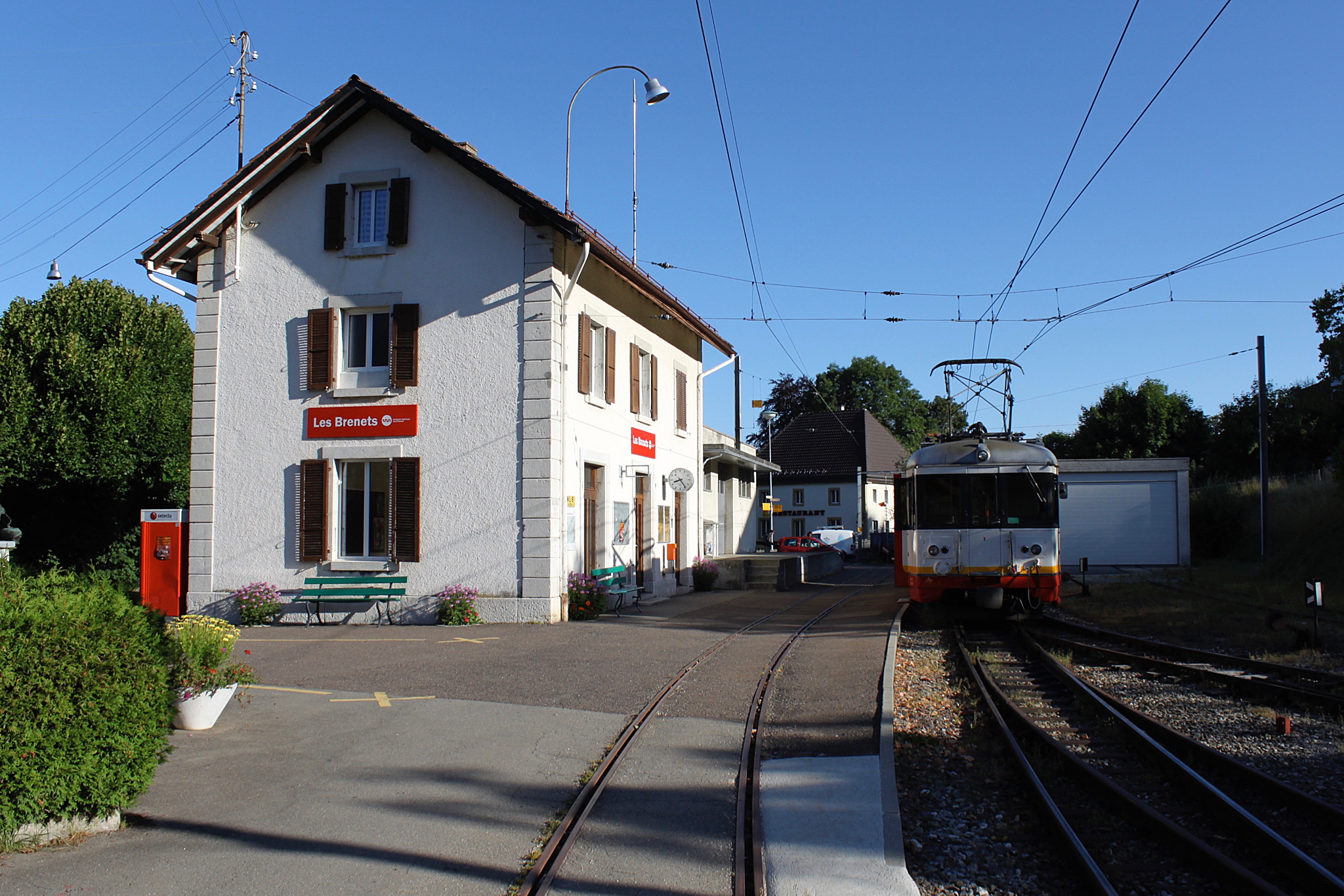
La stazione di Les Brenets

Les Brenets è servito dall'omonima stazione, capolinea della ferrovia per Le Locle.